# Jednotka separační práce
Jednotka separační práce je jednotka, která udává množství práce potřebné s separaci izotopu během obohacování. Závisí na koncentraci izotopů ve vstupním materiálu, finálním obohacení, koncentraci izotopu v ochuzeném materiálu a množství (hmotnosti) finálního produktu. Používá se pro určování nákladů na výrobu jaderného paliva. Spotřeba energie, doba obohacování a náklady jsou přímo úměrné separační práci a závisí na konkrétním způsobu obohacování.
Jednotka má zkratku SWU a vztahuje se na 1 kg obohaceného materiálu, kSWU udává separační práci na 1 tunu materiálu. Velké obohacovací závody mají obohacovací kapacity řádově v tisících kSWU/rok.
SWU se používá zejména v kontextu obohacování uranu pro jaderné palivo a jaderné zbraně.

## Výpočet SWU
Separační práci lze vypočítat
{\displaystyle W_{\mathrm {SWU} }=M_{P}\cdot V\left(x_{p}\right)+M_{T}\cdot V(x_{t})-M_{F}\cdot V(x_{f})},
kde  {\displaystyle M_{P}} je hmotnost obohaceného materiálu, {\displaystyle x_{p}} je koncentrace obohacovaného izotopu v {\displaystyle M_{P}}, {\displaystyle M_{T}} je hmotnost ochuzeného materiálu, {\displaystyle x_{t}} je koncentrace obohacovaného izotopu v {\displaystyle M_{T}}, {\displaystyle M_{F}} je hmotnost vstupního materiálu a {\displaystyle x_{f}} je koncentrace obohacovaného izotopu v {\displaystyle M_{T}}. {\displaystyle V(x)} je funkce dána
{\displaystyle V(x)=(1-2x)\ln \left({\frac {1-x}{x}}\right)}.
Poměr hmotností vstupního a obohaceného materiálu je dán:
{\displaystyle {\frac {M_{F}}{M_{P}}}={\frac {x_{p}-x_{t}}{x_{f}-x_{t}}}}.
Poměr hmotností ochuzeného a obohaceného materiálu je dán:
{\displaystyle {\frac {M_{T}}{M_{P}}}={\frac {x_{p}-x_{f}}{x_{f}-x_{t}}}}.

## Příklady

### Palivo JE Temelín
JE Temelín používá palivo s průměrným obohacením 3,6 % U235. Během 12měsíčního cyklu se každých 12 měsíců vymění čtvrtina z 92 tun paliva, tedy {\displaystyle M_{P}} je 23 tun. Za předpokladu 0.2% koncentrace U235 v ochuzeném uranu lze potřebnou separační práci odhadnout následovně:
{\displaystyle {M_{F}}={23}\times {\frac {0,036-0,002}{0,007-0,002}}}
{\displaystyle {\ce {M_{F}= 156,4t}}}
{\displaystyle M_{T}=M_{F}-M_{P}}
{\displaystyle M_{T}=133,4}
{\displaystyle V(x_{f})=(1-2\times 0,007)\ln \left({\frac {1-0,007}{0,007}}\right)}
{\displaystyle V(x_{f})=4,886}
{\displaystyle V(x_{p})=3,05}
{\displaystyle V(x_{t})=6,188}
{\displaystyle W_{\mathrm {SWU} }=23000\cdot 3,05+133400\cdot 6,188-156700\cdot 4,886}
{\displaystyle W_{SWU}=130149\ SWU}.
Reálná hodnota se však bude lišit, obohacení paliva je totiž v jednotlivých kazetách jiná. Za předpokladu 2400 Kč/SWU a 1600 Kč/kgU lze vypočítat i náklady spojené s obohacováním paliva:
{\displaystyle cena=130000\times 2400+156400\times 1600}
{\displaystyle cena=562240000\ {K{\check {c}}}}
K ceně paliva je také potřeba přičíst náklady spojené se samotnou fabrikací paliva, chemickou konverzí, přepravou atd.

### Jaderná bomba s obohaceným uranem
Jaderná bomba Little boy o výbuchu 15 kt TNT, která byla využita v Hirošimě používala jako palivo 64 kg uranu s průměrným obohacením 80 %. Za předpokladu 0.4% koncentrace U235 v ochuzeném uranu lze potřebnou separační práci odhadnout následovně:
{\displaystyle {M_{F}}={64}\times {\frac {{0,8}-0,004}{0,007-0,004}}}
{\displaystyle {\ce {M_{F}= 16 981 kg}}}
{\displaystyle M_{T}=16917\ kg}
{\displaystyle V(x_{f})=(1-2\times 0,007)\ln \left({\frac {1-0,007}{0,007}}\right)}
{\displaystyle V(x_{f})=4,886}
{\displaystyle V(x_{p})=0,832}
{\displaystyle V(x_{t})=5,473}
{\displaystyle W_{\mathrm {SWU} }=64\cdot 0,832+16917\cdot 5,473-16981\cdot 4,886}
{\displaystyle W_{SWU}=9671\ SWU}.
V případě stejné koncentrace uranu v ochuzené části, 0.2 %, potřebuje 1 kg 80% zbrojního uranu 50krát více separační práce než 1 kg 3% jaderného paliva.

## Využití

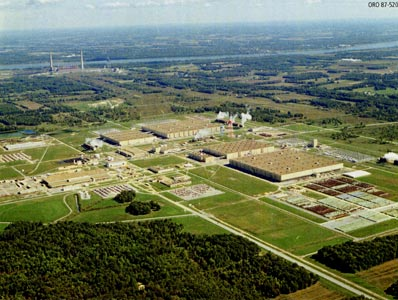
Obohacovací závod Paducah s kapacitou až 11.3 MSWU//rok v Kentucky, USA

SWU je jedním z nejdůležitějších parametrů jak civilních, tak vojenských obohacovacích závodů na obohacování uranu, který udává kolik materiálu dokáže závod vytvořit v závislosti na stupni obohacení. V roce 2020 byla celková separační kapacita přes 60 MSWU/rok, z toho 27,7 MSWU/rok se nachází v Rusku, 7,5 MSWU ve Francii, 6,3 MSWU v Číně a 4,9 MSWU v USA.